# Audrieu
Audrieu est une commune française, située dans le département du Calvados en région Normandie.
Ses habitants sont (les Aldériens).

## Géographie

### Localisation
Audrieu se situe à dix kilomètres au sud-est de Bayeux et dix-huit kilomètres à l'ouest de Caen.
Les communes limitrophes sont  Bucéels, Chouain, Condé-sur-Seulles, Cristot, Ducy-Sainte-Marguerite, Fontenay-le-Pesnel, Loucelles, Thue et Mue et Tilly-sur-Seulles.

### Hydrographie
La commune est située dans le bassin Seine-Normandie. Elle est drainée par la Seulles, un bras de la Seulles et divers autres petits cours d'eau,.
La Seulles, d'une longueur de 72 km, prend sa source dans la commune de Dialan sur Chaîne et se jette  dans la baie de Seine à Courseulles-sur-Mer, après avoir traversé 31 communes. 

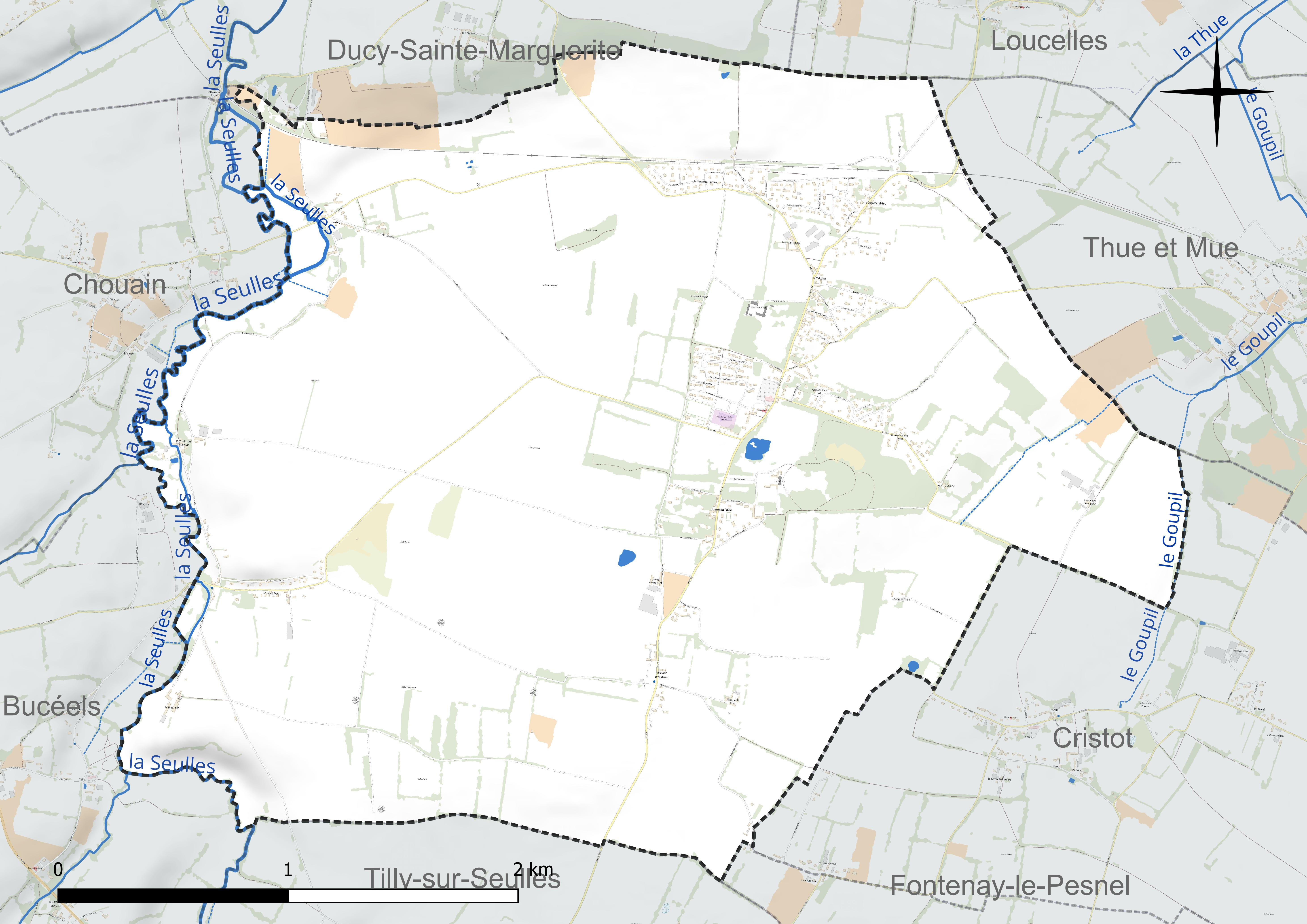
Réseau hydrographique d'Audrieu.

### Climat
Pour des articles plus généraux, voir Climat de la Normandie et Climat du Calvados.
En 2010, le climat de la commune est de type climat océanique altéré, selon une étude du CNRS s'appuyant sur une série de données couvrant la période 1971-2000. En 2020, Météo-France publie une typologie des climats de la France métropolitaine dans laquelle la commune est exposée à un climat océanique et est dans la région climatique Normandie (Cotentin, Orne), caractérisée par une pluviométrie relativement élevée (850 mm/a) et un été frais (15,5 °C) et venté. Parallèlement le GIEC normand, un groupe régional d'experts sur le climat, différencie quant à lui, dans une étude de 2020, trois grands types de climats pour la région Normandie, nuancés à une échelle plus fine par les facteurs géographiques locaux. La commune est, selon ce zonage, exposée à un « climat des plateaux abrités », correspondant à la plaine agricole de Caen à Falaise, sous le vent des collines de Normandie et proche de la mer, se caractérisant par une pluviométrie et des contraintes thermiques modérées.
Pour la période 1971-2000, la température annuelle moyenne est de 10,5 °C, avec  une amplitude thermique annuelle de 11,7 °C. Le cumul annuel moyen de précipitations est de 763 mm, avec 12,4 jours de précipitations en janvier et 7,8 jours en juillet. Pour la période 1991-2020, la température moyenne annuelle observée sur la station météorologique la plus proche, située sur la commune de Carpiquet à 11 km à vol d'oiseau, est de 11,5 °C et le cumul annuel moyen de précipitations est de 740,3 mm,. Pour l'avenir, les paramètres climatiques de la commune estimés pour 2050 selon différents scénarios d'émission de gaz à effet de serre sont consultables sur un site dédié publié par Météo-France en novembre 2022.

## Urbanisme

### Typologie
Au 1er janvier 2024, Audrieu est catégorisée commune rurale à habitat dispersé, selon la nouvelle grille communale de densité à 7 niveaux définie par l'Insee en 2022.
Elle est située hors unité urbaine. Par ailleurs la commune fait partie de l'aire d'attraction de Caen, dont elle est une commune de la couronne,. Cette aire, qui regroupe 296 communes, est catégorisée dans les aires de 200 000 à moins de 700 000 habitants,.

### Occupation des sols
L'occupation des sols de la commune, telle qu'elle ressort de la base de données européenne d'occupation biophysique des sols Corine Land Cover (CLC), est marquée par l'importance des territoires agricoles (93,9 % en 2018), en diminution par rapport à 1990 (95,5 %). La répartition détaillée en 2018 est la suivante : 
terres arables (69,6 %), prairies (19,9 %), zones urbanisées (6,1 %), zones agricoles hétérogènes (4,4 %). L'évolution de l'occupation des sols de la commune et de ses infrastructures peut être observée sur les différentes représentations cartographiques du territoire : la carte de Cassini (XVIIIe siècle), la carte d'état-major (1820-1866) et les cartes ou photos aériennes de l'IGN pour la période actuelle (1950 à aujourd'hui).

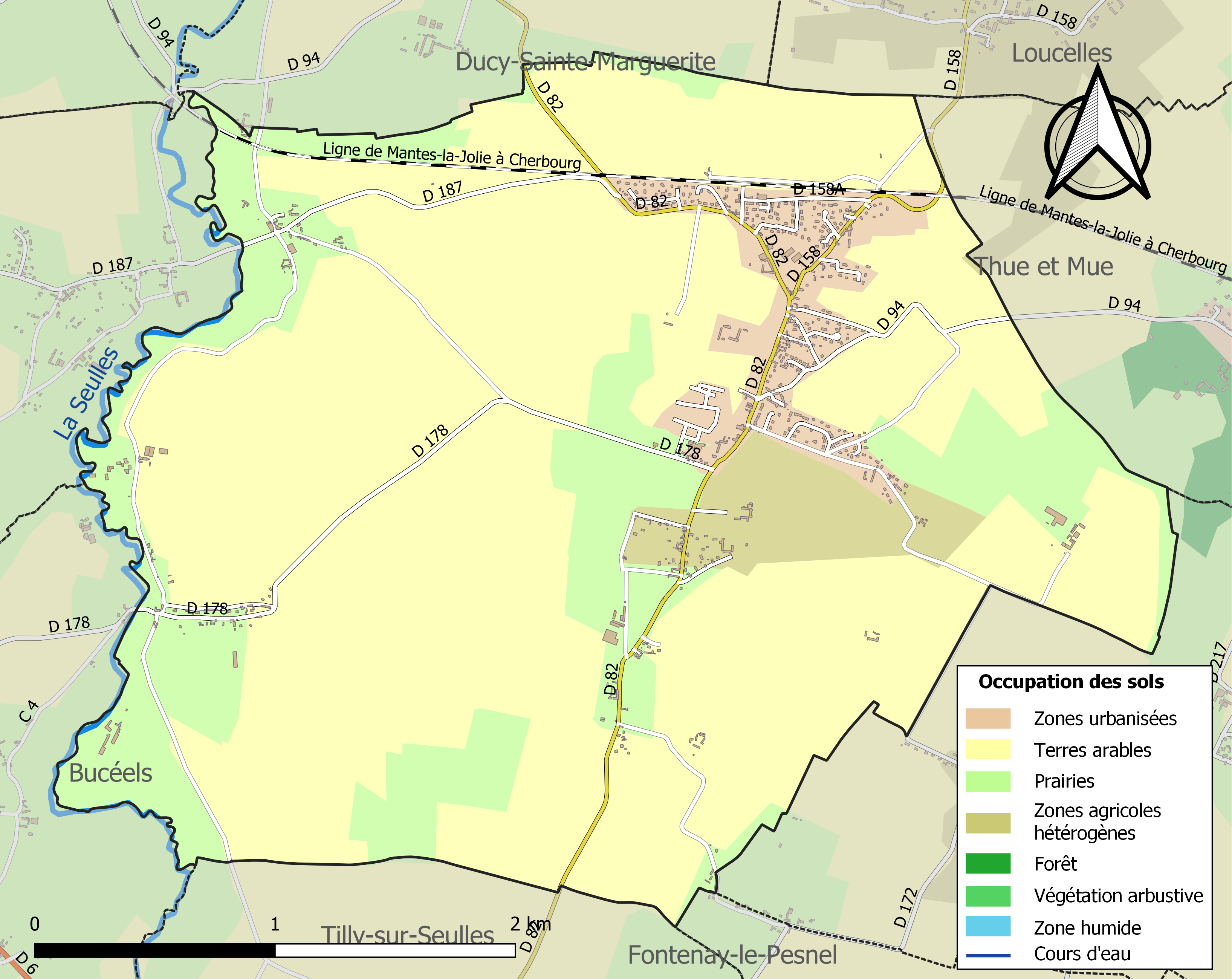
Carte des infrastructures et de l'occupation des sols de la commune en 2018 (CLC).

### Habitat et logement
En 2018, le nombre total de logements dans la commune était de 442, alors qu'il était de 395 en 2013 et de 371 en 2008.
Parmi ces logements, 90,4 % étaient des résidences principales, 3,6 % des résidences secondaires et 5,9 % des logements vacants. Ces logements étaient pour 99,8 % d'entre eux des maisons individuelles et pour 0,2 % des appartements.
Le tableau ci-dessous présente la typologie des logements à Audrieu en 2018 en comparaison avec celle du Calvados et de la France entière. Une caractéristique marquante du parc de logements est ainsi une proportion de résidences secondaires et logements occasionnels (3,6 %) inférieure à celle du département (18 %) mais supérieure à celle de la France entière (9,7 %). Concernant le statut d'occupation de ces logements, 89,1 % des habitants de la commune sont propriétaires de leur logement (84,7 % en 2013), contre 57 % pour le Calvados et 57,5 pour la France entière.
| Typologie                                               | Audrieu | Calvados | France entière |
| ------------------------------------------------------- | ------- | -------- | -------------- |
| Résidences principales (en %)                           | 90,4    | 75,2     | 82,1           |
| Résidences secondaires et logements occasionnels (en %) | 3,6     | 18       | 9,7            |
| Logements vacants (en %)                                | 5,9     | 6,8      | 8,2            |

## Toponymie
Le nom de la localité est attesté sous les formes Aldreium en 1108 ; Aldreio en 1129 ; Audreium en 1184 ; Audrie en 1215 ; Audreyum en 1267 ; Audruy en 1304 ; Audriée en 1371 ; Andrieu en 1710.
L'étymologie d'Audrieu ne fait pas l'unanimité chez les spécialistes :
Certains proposent de reconnaître une formation toponymique en -(i)acum (autrement noté -acus),, suffixe gallo-roman d'origine gauloise servant à indiquer le lieu et la propriété. L'évolution du suffixe -iacum en -ieu dans cette partie de l'hexagone est aberrante et aurait dû se faire en -y, conformément aux nombreux exemples régionaux, c'est pourquoi il faut peut-être y voir une influence du nom de personne André dont la forme régionale est Andrieu, prononcé également Audrieu.
Le premier élément Audr(i)- représente alors un anthroponyme germanique en Ald- comme l'indique la forme de 1108, suivi de l'élément -rik dont le [k] s'est régulièrement amuï, d'où Ald(e)rik autrement noté Aldericus. Alderik a par ailleurs donné l'anthroponyme Audry, assez fréquent.
François de Beaurepaire rapproche Audrieu de Manvieux, Sommervieu et Vaussieux, quatre villages situés sur un axe d'Audrieu à la mer, et propose de voir dans l'élément -(v)ieu une évolution phonétique locale du germanique wic « agglomération » (comprendre proto-germanique *wīk d'où vieux saxon wīk, anglo-saxon wīċ), aux notices Manvieux, Sommervieu et Vaussieux le même auteur évoque d'ailleurs l'« anglo-saxon wic ». Il est précédé de l'adjectif de même origine eald « vieux » (comprendre anglo-saxon eald, le vieux saxon ayant ald), d'où le sens global de « vieux bourg », d'« ancien village ».
Audrieu (Audruy 1304) serait alors à comparer à Audruicq (Pas-de-Calais, Alderwic 1164) dont la traduction latine veterum vico « vieux bourg, ancien village » glose Alderwicum (XIIe siècle, Chronique de Lambert d'Ardres). Ces toponymes sont comparables au noms en -wich en Grande-Bretagne, tels que Norwich (prononciation API [ˈnɒrɪdʒ, -ɪtʃ]), Ipswich, Northwich, Parwich, etc.

## Histoire
On y a constaté des traces d'habitations gallo-romaines et une motte féodale. Le premier seigneur du lieu fut Percy, cuisinier de Guillaume le Conquérant qui donna souche aux ducs de Norvignetteerland. Audrieu revint en 1593 à Guillaume de Séran qui épousa Marguerite de Percy dont la seigneurie fut érigée en baronnie en 1615.
Mis en vente à la Révolution, le château retourna aux Séran à la Restauration et se trouve jusqu'au fin 2014 entre les mains de leurs descendants. Pendant la Seconde Guerre mondiale, Gerhard Bremer, commandant du 12e bataillon de reconnaissance de l'armée allemande, y a établi son quartier général. Le 8 juin 1944, dans les clairières, les forêts et les vergers avoisinant le château, 24 membres de la 3e division d'infanterie canadienne ont été exécutés : 22 du Royal Winnipeg Rifles et deux du Queen's Own Rifles of Canada. Deux soldats britanniques ont été tués en même temps. Le château abrite aujourd'hui un hôtel-restaurant de luxe.
En 1944, un important camp de prisonniers allemands a existé à Audrieu. Il a fait l'objet de fouilles archéologiques.

## Politique et administration

### Rattachements administratifs et électoraux

#### Rattachements administratifs
La commune se trouvait dans l'arrondissement de Caen du département du Calvados jusqu'au 1er janvier 2017, date où elle est intégrée à celui de Bayeux.
Elle faisait partie depuis 1793 du canton de Tilly-sur-Seulles. Dans le cadre du redécoupage cantonal de 2014 en France, cette circonscription administrative territoriale a disparu, et le canton n'est plus qu'une circonscription électorale.

#### Rattachements électoraux
Pour les élections départementales, la commune fait partie depuis 2014 du canton de Bretteville-l'Orgueilleuse
Pour l'élection des députés, elle fait partie de la première circonscription du Calvados.

### Intercommunalité
Audrieu était membre de la communauté de communes du Val de Seulles, un établissement public de coopération intercommunale (EPCI) à fiscalité propre créé fin 1999 et auquel la commune avait transféré un certain nombre de ses compétences, dans les conditions déterminées par le code général des collectivités territoriales.
Dans le cadre des dispositions de la loi portant nouvelle organisation territoriale de la République du 7 août 2015, qui prévoit que les établissements publics de coopération intercommunale (EPCI) à fiscalité propre doivent avoir un minimum de 15 000 habitants, cette intercommunalité a fusionné avec ses voisines pour former, le 1er janvier 2017, la communauté de communes Seulles Terre et Mer dont est désormais membre la commune.

### Liste des maires
| Période                                  | Période                        | Identité                      | Étiquette | Qualité |
| ---------------------------------------- | ------------------------------ | ----------------------------- | --------- | --- |
| Les données manquantes sont à compléter. |                                |                               |           | |
| 1912                                     |                                | M. Saillard du Boibertre      |           | |
| Les données manquantes sont à compléter. |                                |                               |           | |
| 1916                                     | 1944                           | Henri Naguet de Saint Vulfran |           | |
| 1945                                     | 1960                           | Philippe Livry-Level          | RPF-MRP   | Propriétaire-exploitant, résistant Député du Calvados (1945 → 1951) Conseiller général de Tilly-sur-Seulles (1945 → 1951) Compagnon de la Libération |
| 1961                                     | 1969                           | Leseigneur                    |           | |
| 1971                                     | 1995                           | Jean Pol Le Guern             | DVD       | |
| juin 1995                                | mars 2017                      | Jean-Louis Lebouteiller       | PS        | Infirmier libéral Mandat écourté par la démission d'une partie du conseil municipal                                                                  |
| mars 2017                                | juin 2018                      | Régina Dutacq-Fouillaud       |           | Cadre Mandat écourté par la démission d'une partie du conseil municipal                                                                              |
| juin 2018                                | juin 2022                      | Frédéric Levallois,           |           | Démissionnaire |
| septembre 2022,                          | En cours (au 16 décembre 2022) | Philippe Gautier              |           | Technicien |

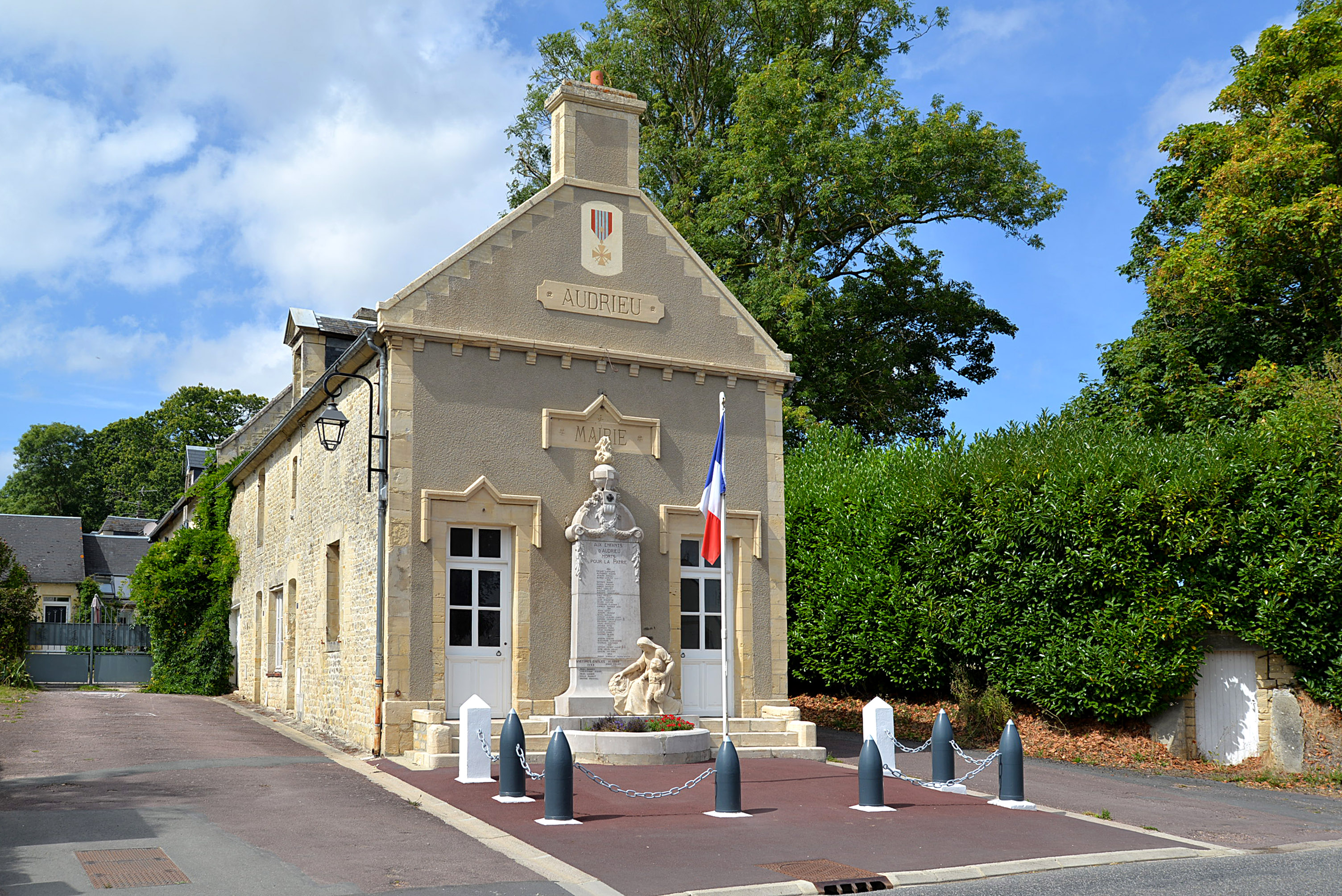
La mairie.
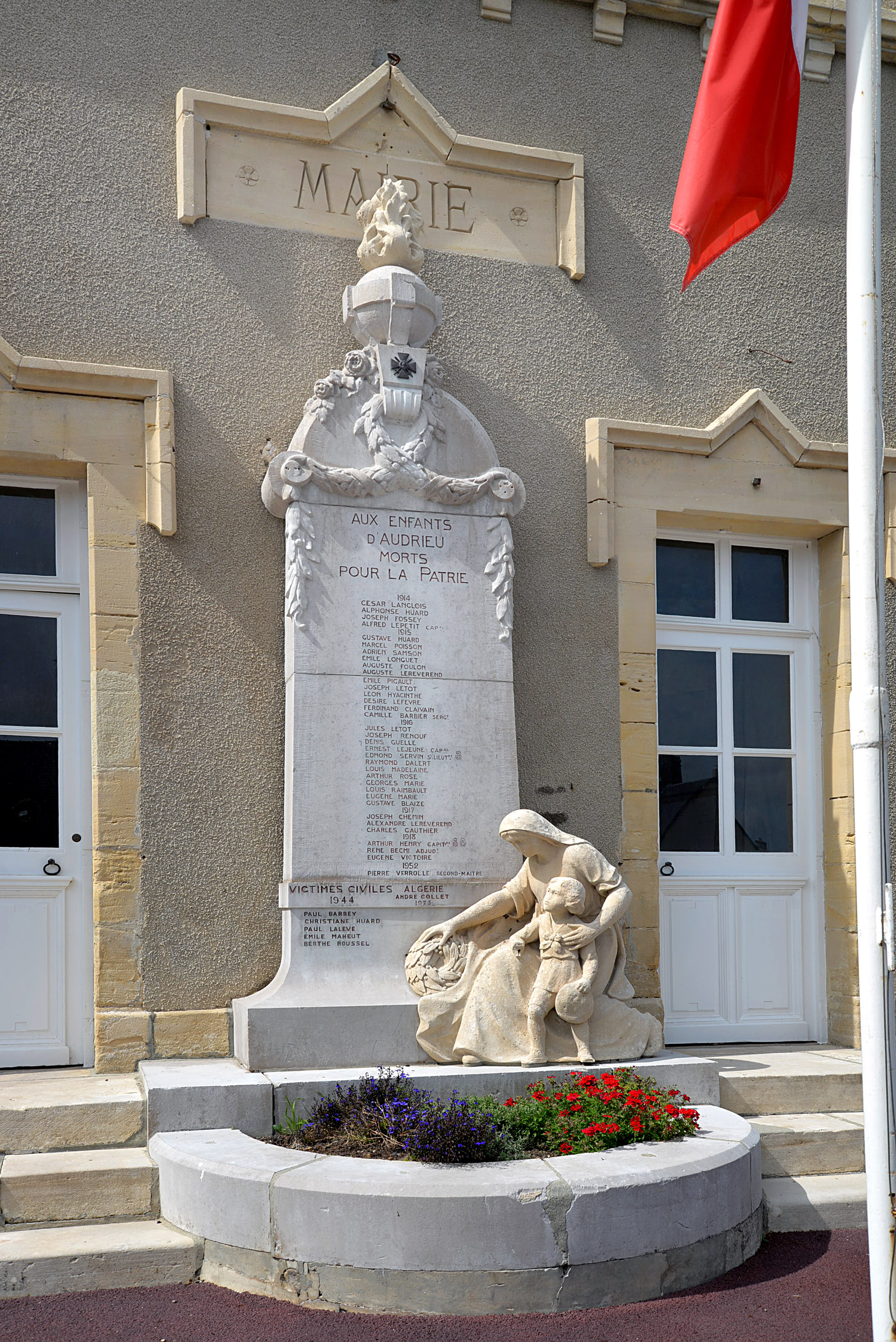
Le monument aux morts.

## Démographie
L'évolution du nombre d'habitants est connue à travers les recensements de la population effectués dans la commune depuis 1793. Pour les communes de moins de 10 000 habitants, une enquête de recensement portant sur toute la population est réalisée tous les cinq ans, les populations de référence des années intermédiaires étant quant à elles estimées par interpolation ou extrapolation. Pour la commune, le premier recensement exhaustif entrant dans le cadre du nouveau dispositif a été réalisé en 2004.

En 2022, la commune comptait 1 156 habitants, en évolution de +13,89 % par rapport à 2016 (Calvados : +1,58 %, France hors Mayotte : +2,11 %).
| 1793 | 1800 | 1806 | 1821 | 1831 | 1836 | 1841 | 1846 | 1851 |
| ---- | ---- | ---- | ---- | ---- | ---- | ---- | ---- | ---- |
| 529  | 772  | 920  | 835  | 794  | 824  | 761  | 741  | 749  |

| 1856 | 1861 | 1866 | 1872 | 1876 | 1881 | 1886 | 1891 | 1896 |
| ---- | ---- | ---- | ---- | ---- | ---- | ---- | ---- | ---- |
| 753  | 740  | 680  | 664  | 680  | 685  | 653  | 654  | 668  |

| 1901 | 1906 | 1911 | 1921 | 1926 | 1931 | 1936 | 1946 | 1954 |
| ---- | ---- | ---- | ---- | ---- | ---- | ---- | ---- | ---- |
| 631  | 637  | 601  | 439  | 456  | 503  | 512  | 536  | 545  |

| 1962 | 1968 | 1975 | 1982 | 1990 | 1999 | 2004 | 2006 | 2009  |
| ---- | ---- | ---- | ---- | ---- | ---- | ---- | ---- | ----- |
| 520  | 539  | 485  | 676  | 868  | 839  | 826  | 953  | 1 027 |

| 2014  | 2019  | 2022  | - | - | - | - | - | - |
| ----- | ----- | ----- | - | - | - | - | - | - |
| 1 020 | 1 109 | 1 156 | - | - | - | - | - | - |

## Culture locale et patrimoine

### Lieux et monuments
- L'église Notre-Dame d'Audrieu des XIIe et XIIIe siècles remaniée au XIXe. Fondée par l'abbaye de la Trinité de Vendôme qui possédait à proximité un prieuré-cure, l'église dépendait en outre du baron d'Audrieu (peut-être par rétrocession du prieuré de Saint-Nicolas-de-la-Chesnaye à qui ce droit appartenait au XIVe siècle).
- Le moulin de Taillebosq, sur la Seulles, a été transformé en laiterie en 1926.
- Le château d'Audrieu, bâti au XVIIIe siècle est composé d'un corps de logis terminé par deux pavillons saillants avec un avant-corps central surmonté d'un fronton triangulaire.
- Vestiges de la motte de l'ancien château de la Motte, avec sa chapelle Saint-Louis, datant du XIIIe siècle. Le tertre est situé au sud du village, en vis-à-vis du château moderne[36].
- Sur la commune se trouve la gare d'Audrieu, excentrée par rapport au village, et desservie par la ligne Cherbourg - Paris Saint-Lazare.

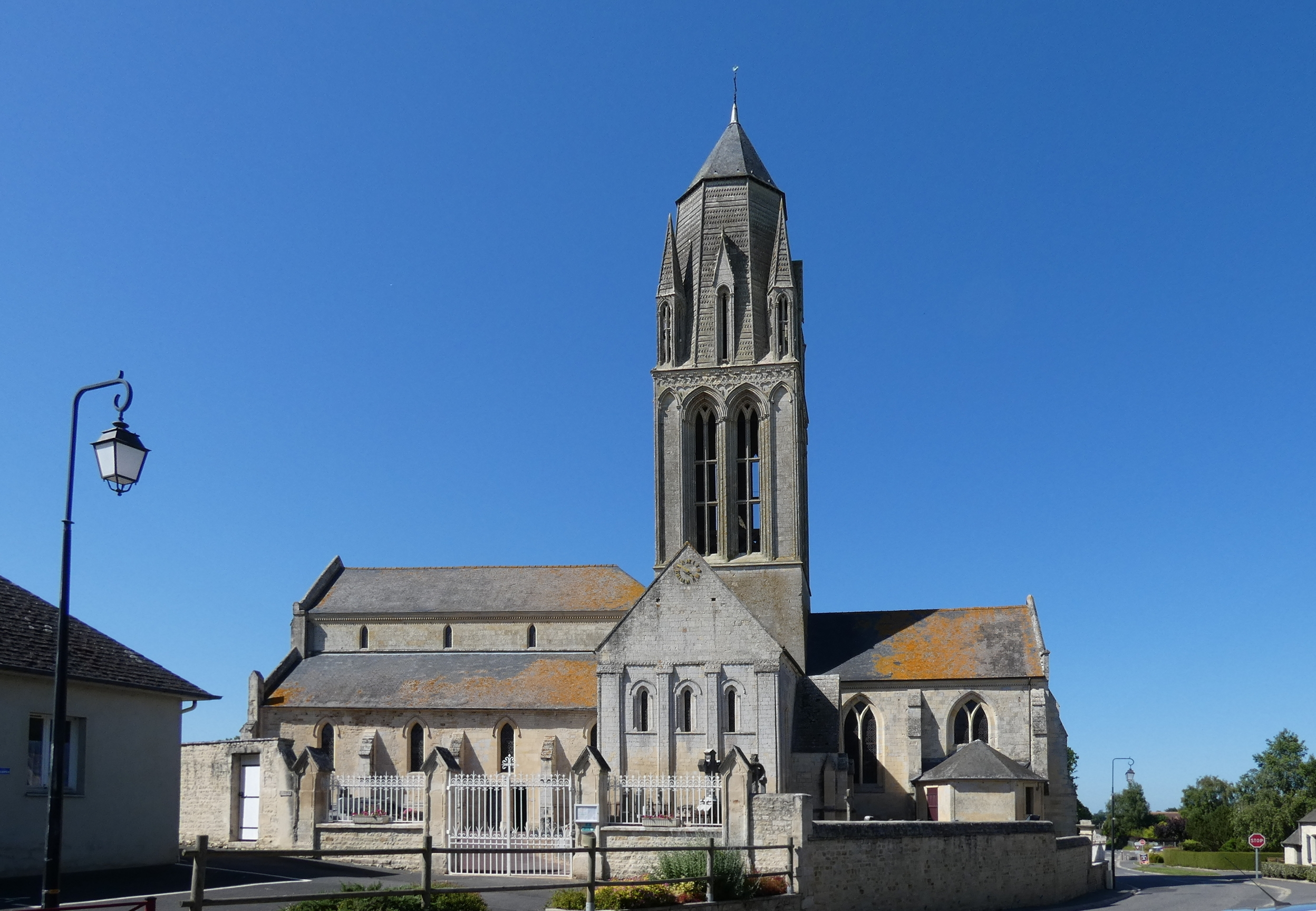
L'église Notre-Dame.
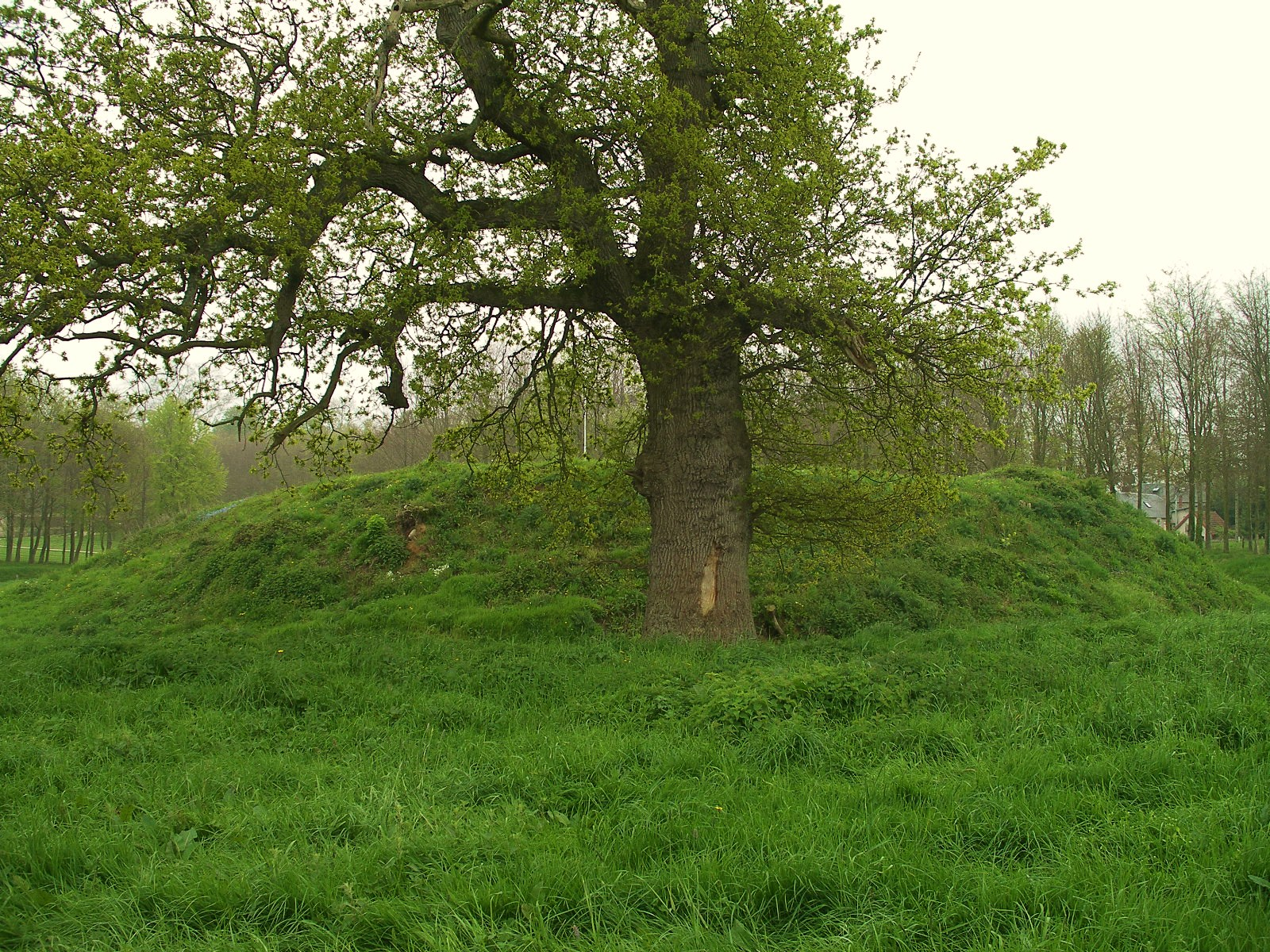
La motte féodale.

### Personnalités liées à la commune
- Jacques Berthault, dit Bertaux (1733-1799), général des armées de la République, né à Audrieu.
- François Moysant (Audrieu, 1735 - 1813), lexicographe et bibliothécaire.
- Charles Thomine des Mazures (Audrieu, 1798 - 1824), botaniste.
- Philippe Livry-Level, grand-croix de la Légion d'honneur, compagnon de la Libération, maire d'Audrieu (1945-1960).
- Monique Livry-Level, fille du précédent, résistante, commandeur de la Légion d'honneur, décorée de la médaille militaire, de la croix de guerre 1939-1945 et de la King's medal for Courage.

## Pour approfondir